# Bulvární astrologie
Bulvární astrologie, někdy též zábavná astrologie je druh astrologie spočívající v sestavování horoskopů či lidských charakteristik na základě postavení Slunce v době narození (znamení) a vztahu jednotlivých planet v daný časový úsek k němu.
Bulvární astrologie je pseudověda a forma astrologie, která se nejčastěji objevuje v mnoha novinách a časopisech. Vědecké zkoumání teoretického základu a experimentální ověřování tvrzení ukázalo, že nemá žádnou vědeckou platnost ani vysvětlující schopnost.

## Historie
Přestože William Lilly byl již v 17. století prvním bulvárním astrologem, není přesně známo, kdy se bulvární astrologie začala používat. Do značné míry ji však zpopularizovaly horoskopy, které se začaly objevovat v anglických novinách ve 30. letech 19. století. Astrolog R. H. Naylor údajně ve svých horoskopech, které se objevily v listu The Sunday Express, přesně předpověděl události kolem narození hraběnky Margaret a havárie vzducholodi R101. Roku 1937 začal Naylor pro tyto noviny psát pravidelnou rubriku nazvanou Your Stars (Vaše hvězdy), v níž se objevovaly horoskopy založené na 12 hvězdných znameních.

## Novinový horoskop
Jedná se zpravidla o soubor dvanácti jednoduchých předpovědí na určité období rozdělený do tabulky pro čtenáře narozené ve dvanácti obdobích roku totožných s astrologickými znameními zvěrokruhu. Takovéto předpovědi jsou vydávány vždy pro určitá období (rok, měsíc, týden, den) a závisí pouze na periodicitě příslušné publikace.

## Znamení
Stejně jako západní astrologie bulvární astrologický symbolismus pracuje s dvanácti znameními zvěrokruh a tato znamení dělí do 4 živlů, 3 kvalit a 2 polarit.
| Znamení | Znamení  | Tradiční hodnoty Slunečních znamení | Tradiční hodnoty Slunečních znamení | Sluneční data znamení pro rok 2016–2017 | Sluneční data znamení pro rok 2016–2017 | Astronomická hodnota polohy slunce 2016–2017 | Astronomická hodnota polohy slunce 2016–2017 | Živly  | Kvality   | Polarity |
| Znamení | Znamení  | Od                                  | Do                                  | Od                                      | Do                                      | Od                                           | Do                                           | Živly  | Kvality   | Polarity |
| ------- | -------- | ----------------------------------- | ----------------------------------- | --------------------------------------- | --------------------------------------- | -------------------------------------------- | -------------------------------------------- | ------ | --------- | -------- |
|         | Beran    | 21. března                          | 20. dubna                           | 20. března                              | 19. dubna                               | 19. dubna                                    | 14. května                                   | Oheň   | Základní  | Mužská   |
|         | Býk      | 21. dubna                           | 20. května                          | 20. dubna                               | 20. května                              | 15. května                                   | 20. června                                   | Země   | Pevné     | Ženská   |
|         | Blíženci | 21. května                          | 20. června                          | 21. května                              | 20. června                              | 21. června                                   | 20. července                                 | Vzduch | Pohyblivé | Mužská   |
|         | Rak      | 21. června                          | 21. července                        | 21. června                              | 22. července                            | 21. července                                 | 10. srpna                                    | Voda   | Základní  | Ženská   |
|         | Lev      | 22. července                        | 21. srpna                           | 23. července                            | 22. srpna                               | 11. srpna                                    | 16. září                                     | Oheň   | Pevné     | Mužská   |
|         | Panna    | 22. srpna                           | 21. září                            | 23. srpna                               | 22. září                                | 17. září                                     | 31. října                                    | Země   | Pohyblivé | Ženská   |
|         | Váhy     | 22. září                            | 21. října                           | 23. září                                | 22. října                               | 1. listopadu                                 | 23. listopadu                                | Vzduch | Základní  | Mužská   |
|         | Štír     | 22. října                           | 21. listopadu                       | 23. října                               | 21. listopadu                           | 24. listopadu                                | 9. prosince                                  | Voda   | Pevné     | Ženská   |
|         | Střelec  | 22. listopadu                       | 21. prosince                        | 22. listopadu                           | 20. prosince                            | 10. prosince                                 | 19. ledna                                    | Oheň   | Pohyblivé | Mužská   |
|         | Kozoroh  | 22. prosince                        | 20. ledna                           | 21. prosince                            | 19. ledna                               | 20. ledna                                    | 16. února                                    | Země   | Základní  | Ženská   |
|         | Vodnář   | 21. ledna                           | 19. února                           | 21. ledna                               | 18. února                               | 17. února                                    | 11. března                                   | Vzduch | Pevné     | Mužská   |
|         | Ryby     | 20. února                           | 20. března                          | 19. února                               | 19. března                              | 12. března                                   | 18. dubna                                    | Voda   | Pohyblivé | Ženská   |

Znamení zvěrokruhu jsou v rozdělena do dvanácti období podle kalendářních dat. Tato data se přitom meziročně nemění, začínají přitom zřejmě první minutou prvního dne tohoto období a končí poslední minutou dne posledního. Všichni lidé narození v takovém období pak mají používat takto jim přiřazené znamení.

Takové kalendářové dělení zodiaku vede k paradoxu, kdy např. znamení Ryb má každé čtyři roky jeden den navíc (29. únor).
Postavení astrologických planet (vč. Slunce) ve znameních v horoskopu má být jasně vymezené (např. planeta je buď v Rybách anebo v Beranu).